# Хронологія рекордів України з годинного бігу серед чоловіків
Рекорди України з годинного бігу визнаються Федерацією легкої атлетики України з-поміж результатів, які показали українські легкоатлети на біговій доріжці стадіону, за умови дотримання встановлених вимог.

## Хронологія рекордів
| | Результат | Атлет                             | Місто змагань | Дата змагань | Примітки    | Відео |
| --- | --------- | --------------------------------- | ------------- | ------------ | ----------- | ----- |
| 1 | 17 581 м  | Олександр Свинухов Львів          |               | 1946         | [ 1 ]       |       |
| |           |                                   |               |              |             |       |
| 2 | 19 252 м  | Григорій Басалаєв Дніпропетровськ | Кривий Ріг    | 18.09.1955   | [ 2 ] [ 3 ] |       |
| Рекорд СРСР. ф1. Під час забігу спортсмен також встановив рекорд СРСР та УРСР з бігу на 20000 метрів (1:02.23,6).                                                                                             |           |                                   |               |              |             |       |
| 3 | 19 421 м  | Борис Свешников Київ              | Потсдам       | 12.06.1968   | [ 4 ]       |       |
| Під час забігу спортсмен також встановив рекорд УРСР з бігу на 20000 метрів (1:01.46,2). |           |                                   |               |              |             |       |
| 4 | 19 929 м  | Ігор Щербак Харків                | Москва        | 30.05.1970   | [ 5 ]       |       |
| ф1: 1. Ігор Щербак 19 929 м. 2. Володимир Меркушин (Хабаровськ) 19 894 м. 3. Дамір Мухаметзянов (Алма-Ата) 19 749 м. Під час забігу спортсмен також встановив рекорд УРСР з бігу на 20000 метрів (1:00.11,8). |           |                                   |               |              |             |       |
| 54 роки, 291 день від дати встановлення |           |                                   |               |              |             |       |